# 접속 (영화)
《접속》은 1997년 개봉한 대한민국의 로맨스 영화이다. 장윤현 감독이 공동으로 각본을 쓰고 한석규, 전도연 등이 출연하였다. PC통신을 통해 사랑의 아픔을 가진 두 사람의 만남이 이루어진다는 내용의 로맨스 영화로, 대한민국에서 인터넷이 아직 활성화되기 전에 PC통신을 소재로 했던 영화이다. 작품 속에 나온 PC통신 유니텔이 널리 홍보되어 사용자 수가 늘어나게 한 영화이기도 하다. 1997년 청룡영화제 한국 최다 관객상을 받은 작품이다.

## 줄거리
라디오 음악 프로그램 담당 PD인 동현은 담당 작가인 은희의 대시를 받고 있지만, 자신은 과거 사랑했던 선배 영혜를 잊지 못하고 있다. 그리고 홈쇼핑 전화 판매원인 수현은 룸메이트의 남자친구인 기철을 짝사랑하고 있다. 수현은 어느 날 혼자 운전을 하다가 교통사고를 목격하고, 그때 동현의 라디오 채널에서 나온 벨벳 언더그라운드의 음악에 매료된다. 그 음악은 예전에 동현이 영혜에게서 받은 음반을 튼 것이었다. 수현이 그 음악을 신청하자, 동현은 이 사람이 영혜일지도 모른다는 생각으로 컴퓨터 통신 채팅을 통해 수현에게 연락한다. 수현은 친구에게 부탁받은 거라고 둘러댄다. 둘은 대화를 하면서 둘 다 짝사랑의 외로움을 가진 사람이라는 것을 확인하고 동질감을 느낀다.
동현은 외로움을 이기지 못하고 은희와 한번 잠자리를 같이 한다. 그러나 그 이후 둘은 어색한 사이가 된다. 더욱이 상사인 윤차장이 은희를 마음에 두고 있다는 것이 밝혀지면서 은희를 더욱 껄끄러이 여기게 된다. 한편 수현은 기철에 대한 마음을 계속 키워가지만, 기철이 여자친구에게 청혼을 하자 큰 충격을 받는다. 그런데 기철의 청혼은 직장 문제로 포항으로 가서 살자는 기철의 요구를 여자친구가 거절하는 바람에 실패하고, 두 사람은 결별하게 된다. 기철이 떠난 뒤, 수현은 혼자서 기철을 찾아가서 자신의 마음을 고백하고서 되돌아온다. 동현은 사랑을 포기할 수 있는 용기를 가지라고 수현에게 충고한다.
수현과 동현은 직접 만나자는 약속을 하고, 수현은 종로의 피카디리극장 앞에서 동현을 기다린다. 그러나 동현은 그 자리에 나오지 않았는데, 영혜가 죽었다는 소식을 듣고 병원으로 달려갔기 때문이다. 동현은 이후 직장을 정리하고 오스트레일리아(호주)로 이민을 간다는 결정을 내린다. 수현은 동현을 만나려고 연락하지만 계속 엇갈린다. 동현이 오스트레일리아로 가기 전날도 수현은 극장 앞에서 동현을 기다린다. 동현은 약속 장소에 가기는 했지만 수현을 볼 용기가 나지 않아서, 카페로 몸을 숨기고 자신을 계속 기다리는 수현을 지켜본다. 수현은 마지막으로 동현이 있는 카페에 와서 공중전화로 음성메시지를 남기고 돌아가려 한다. 수현의 메시지를 바로 옆에서 들은 동현은 비로소 수현을 붙잡고 그제서야 두 사람이 만난다.

## 등장인물

### 주조연 인물
- 권동현 : 한석규
- 이수현 : 전도연
- 홍은희 : 추상미
- 한기철 : 김태우
- 윤태호 : 박용수

### 그 외 인물
- 희진 : 강민아
- 민영혜 : 박수영
- 진행자 : 강정식
- 민영 : 최철호
- 한정태 : 손민석
- PD 1 : 이주석
- PD 2 : 배정길
- 엔지니어 : 김진욱
- 아파트 여인 : 김연교
- 가이드 여직원 : 이호영
- 의사 : 전영
- 운송부 직원 : 이범수
- 편의점 여직원 : 김민경
- 백화점 점원 : 박경희
- 패스트푸드 점원 : 유정아
- 호주 대사관 직원 : 마이클 피츠제럴드
- 희진 남자 친구 : 이장욱
- 레코드 가게 점원 : 표제가
- 연구실 경비 : 신순식
- 카페 주인 : 배장수
- 보조출연 지휘 : 류광현
- 카 스턴트 책임 : 설치국
- 카 스턴트 : 전상준

## 제작진
- 감독 : 장윤현
- 조감독 : 박대영, 이영은, 임우석, 채기웅
- 기록 : 김혜숙
- 각본 : 조명주, 장윤현, 김은주
- 조명 : 임재영
- 조명부 : 이철오, 문형준, 김은미, 박상욱, 이재호
- 촬영 : 김성복
- 촬영부 : 윤흥식, 조용현, 김태성, 김영운
- 그립 : 김학수, 황경준, 정일서
- 키그립 : 김태영, 전근수
- 스틸 : 나희수
- 제작 : 이은, 심보경
- 제작실장 : 황재우
- 제작부장 : 이우정
- 제작투자 : 김승범
- 공동투자 : 구본한
- 제작진행 : 류수철
- 제작지원 : 김위진
- 제작경리 : 이경란
- 동시녹음 : 이승철
- 음향 : 김석원
- 사운드이펙트 : 김창섭
- 음악 : 최만식
- 미술 : 신보경
- 특수효과 : 정도안
- 시각효과 : 윤영복
- 시각효과팀 : 박효숙, 박수진, 박경돈
- 분장 : 송중희
- 의상 : 김문희
- 편집 : 박곡지
- 네가편집 : 김혜숙
- 편집조수 : 남나영
- 소품 : 이우갑, 서명혜
- 세트 : 오상만
- 현상 : 채동겸, 최광진
- 사운드현상 : 신영균
- 색보정 : 김승호
- 스토리보드 : 이광섭
- 마케팅 : 심재명
- 미술팀 : 이대훈, 이광호, 신보경, 김영주
- 의상/분장팀 : 최영진, 최현정, 김수연
- 제1붐맨 : 정진욱
- 제2붐맨 : 이상희
- 코디네이터 : 최낙권
- 대사녹음 : 이준호
- 대사디자인 : 홍예영
- 대사편집 : 김도연
- 폴리 : 이성진
- 음악선곡 : 조영옥
- 노래 : 손지예, 방대식
- 광학녹음 : 김용훈
- 현장사진조수 : 김정현
- 마케팅실장 : 김주희
- 마케팅진행 : 정금자
- 디자인책임 : 석명홍
- 디자인실장, 타이틀디자인 : 권기순
- 특수장비책임 : 김치성
- 스태디캠촬영 : 김석진
- 조명탑차 : 강기동
- 발전차책임 : 홍기호
- 제2발전차 : 이정훈
- 조명크레인조정 : 윤여진
- 보조출연지휘 : 류광현
- 카스턴트책임 : 설치국
- 카스턴트 : 전상준
- 수송책임 : 신순식
- 제1버스 : 이진호
- 제2버스 : 김종기
- 옵티칼 : 윤종두, 서광열
- 애니메이션촬영 : 주광동
- 제1강우기 : 김철석
- 제2강우기 : 김태용
- 필름조달 : 홍성진

## 수상 목록
| 연도 | 상                                        | 부문                | 수상자   | 결과 | 출처  |
| ---- | ----------------------------------------- | ------------------- | -------- | ---- | ----- |
| 1997 | 제35회 대종상                             | 최우수작품상        | 《접속》 | 수상 | [ 1 ] |
| 1997 | 제35회 대종상                             | 조연여우상          | 추상미   | 후보 | [ 1 ] |
| 1997 | 제35회 대종상                             | 각색상              | 김은정   | 수상 | [ 1 ] |
| 1997 | 제35회 대종상                             | 편집상              | 박곡지   | 수상 | [ 1 ] |
| 1997 | 제35회 대종상                             | 기획상              | 심재명   | 후보 | [ 1 ] |
| 1997 | 제35회 대종상                             | 조명상              | 임재영   | 수상 | [ 1 ] |
| 1997 | 제35회 대종상                             | 신인여우상          | 전도연   | 수상 | [ 1 ] |
| 1997 | 제35회 대종상                             | 신인감독상          | 장윤현   | 수상 | [ 1 ] |
| 1997 | 부천국제판타스틱영화제                    | 네티즌 초이스       | 장윤현   | 수상 |       |
| 1997 | 제18회 청룡영화상                         | 신인여우상          | 전도연   | 수상 |       |
| 1997 | 제18회 청룡영화상                         | 한국영화최다관객상  | 명필름   | 수상 |       |
| 1998 | 제34회 백상예술대상                       | 영화부문 여자인기상 | 전도연   | 수상 |       |
| 1998 | 제8회 후쿠오카 국제 영화제                | 상영작              | 장윤현   | 후보 |       |
| 2005 | 제1회 제천국제음악영화제                  | 음악인의 강추       | 장윤현   | 후보 |       |
| 2013 | 제11회 피렌체 한국영화제                  | 상영작              | 장윤현   | 후보 |       |
| 2013 | 제6회 FILM LIVE: KT&G 상상마당 음악영화제 | 한석규              | 장윤현   | 후보 |       |
| 2017 | 제21회 부천국제판타스틱영화제             | 배우 특별전         | 장윤현   | 후보 |       |
| 2019 | 제14회 런던한국영화제                     | 특별상영            | 장윤현   | 후보 |       |

## 참고 사항
- 세라 본의 노래 《A Lover's Concerto》가 영화 《접속》의 OST로 사용되었다.
- 일본에선 일본 영화 모리타 요시미쓰 감독의 '하루'와 비슷하다는 의혹이 있었으나 남녀 둘이 채팅한다는 것 외에는 공통점이 없었다. 그럼에도 이 하루 제작자인 재일교포 이봉우는 표절이라면서 고소까지 했으나 패소하였다.